# Indiana Army National Guard
La Indiana Army National Guard è una componente della Riserva militare della Indiana National Guard, inquadrata sotto la U.S. National Guard. Il suo quartier generale è situato presso la città di Indianapolis.

## Organizzazione
Attualmente, al 2024, sono attivi i seguenti reparti:

### Joint Forces Headquarters
- JFHQ, Army Element
- Recruiting and Retention Battalion
- Medical Detachment

### 38th Infantry Division
- Division Headquarters & Headquarters Battalion
  -  Headquarters & Support Company - Indianapolis
  -  Company A (-) (Operations) - Indianapolis
    - Detachment 1 - Ohio Army National Guard

  -  Company B (Intelligence & Sustainment) - Indianapolis
  -  Company C (Signal) - Anderson
  - 38th Infantry Division Army Band
  - Detachment 3, 909th Field Feeding Team
  -  Company C, 2nd Battalion, 134th Infantry Regiment (Airborne) - Seymour - sotto il controllo operativo della 45th Infantry Brigade Combat Team Oklahoma Army National Guard

#### 76th Infantry Brigade Combat Team
- Headquarters & Headquarters Company - Lawrence
  - Detachment 1, HHB, 1st Battalion, 163rd Field Artillery Regiment
- 1st Battalion, 151st Infantry Regiment
  -  Headquarters & Headquarters Company - Columbus
    - Detachment 2, HHB, 1st Battalion, 163rd Field Artillery Regiment - Columbus

  -  Company A - Greenfield
  -  Company B - Martinsville
  -  Company C - Stout Field
  -  Company D (Weapons) - Washington
- 2nd Battalion, 151st Infantry Regiment
  -  Headquarters & Headquarters Company - South Bend
    - Detachment 4, HHB, 1st Battalion, 163rd Field Artillery Regiment - South Bend

  -  Company A -Gary
  -  Company B - Logansport
  -  Company C (-) - Warsaw
    - Detachment 1 - Peru

  -  Company D (Weapons) - Frankfort
- 1st Battalion, 293rd Infantry Regiment
  -  Headquarters & Headquarters Company - Fort Wayne
    - Detachment 3, HHB, 1st Battalion, 163rd Field Artillery Regiment - Fort Wayne

  -  Company A - Hartford City
  -  Company B - Fort Wayne
  -  Company C - Angola
  -  Company D (Weapons) - Bluffton
- 1st Squadron, 152nd Cavalry Regiment
  -  Headquarters & Headquarters Troop - New Albany
    - Detachment 5, HHB, 1st Battalion, 163rd Field Artillery Regiment - New Albany

  -  Troop A - Madison
  -  Troop B - Connersville
  -  Troop C - Salem
- 1st Battalion, 163rd Field Artillery Regiment
  -  Headquarters & Headquarters Battery (-) - Evansville
  -  Battery A - Evansville
  -  Battery B - Vincennes
  -  Battery C - Indianapolis
- 776th Brigade Engineer Battalion
  -  Headquarters & Headquarters Company - Lawrence
  -  Company A - Winchester
  -  Company B - LaPorte
  -  Company C (Signal) - Lawrence
  -  Company D (-) (Military Intelligence) - Stout Field
    - Detachment 1 (TUAS) - Camp Atterbury
- 113th Brigade Support Battalion
  -  Headquarters & Headquarters Company - Muncie
  -  Company A (DISTRO) - Muncie
  -  Company B (Maint) - Richmond
  -  Company C (MED) - Anderson
  -  Company D (Forward Support) (aggregata al 1st Squadron, 152nd Cavalry Regiment) - Scottsburg
  -  Company E (Forward Support) (aggregata al 776th Brigade Engineer Battalion) - Lawrence
  -  Company F (Forward Support) (aggregata al 1st Battalion, 163rd Field Artillery Regiment) - Evansville
  -  Company G (Forward Support) (aggregata al 1st Battalion, 151st Infantry Regiment) - Bedford
  -  Company H (Forward Support) (aggregata al 1st Battalion, 293rd Infantry Regiment) - Fort Wayne
  -  Company I (Forward Support) (aggregata al 2nd Battalion, 151st Infantry Regiment) - South Bend

#### Expeditionary Combat Aviation Brigade, 38th Infantry Division
- Aviation Support Facility #1 - Shelbyville Municipal Airport
- Aviation Support Facility #2 - Indianapolis International Airport
- Aviation Support Facility #3 - Gary-Chicago IAP
- Headquarters & Headquarters Company - Shelbyville
- 1st Battalion, 130th Aviation Regiment (Attack & Reconnaissance) - North Carolina Army National Guard
- 2nd Battalion, 151st Aviation Regiment (Security & Support) - South Carolina Army National Guard
- 2nd Battalion, 238th Aviation Regiment (General Support)
  -  Headquarters & Headquarters Company - Shelbyville
  - Company A (CAC) - Colorado Army National Guard
  - Company B (-) (Heavy Lift) - Illinois Army National Guard
  -  Company C (-) (MEDEVAC)  - Gary - Equipaggiata con 5 UH-60M 
  -  Company D (-) (AVUM) - Shelbyville
  -  Company E (-) (Forward Support) - Shelbyville
  -  Company F (ATS) - Shelbyville
  - Company G (-) (MEDEVAC) - Nevada Army National Guard
- 1st Battalion, 137th Aviation Regiment (Assault Helicopter) - Ohio Army National Guard
  -  Company C - Shelbyville - Equipaggiato con 10 UH-60L 
    - Detachment 1, HHC, 1st Battalion, 137th Aviation Regiment
    - Detachment 1, Company D, 1st Battalion, 137th Aviation Regiment
    - Detachment 1, Company E, 1st Battalion, 137th Aviation Regiment
- Detachment 1, Company C, 1st Battalion, 376th Aviation Regiment (Security & Support) - Gary - Equipaggiato con 4 UH-72A
- Detachment 3, Company B, 2nd Battalion, 245th Aviation Regiment (Fixed Wings) - Indianapolis IAP - Equipaggiato con 1 C-12U
- Detachment 10, Operational Support Airlift Command
- Detachment 2, 915th Field Feeding Team - Lafayette
- 638th Aviation Support Battalion
  -  Headquarters & Headquarters Company - Lafayette
  -  Company A (DISTRO)
  - Company B (-) (AVIM) - Ohio Army National Guard
    - Detachment 1 - North Carolina Army National Guard
    - Detachment 2 - Lafayette
    - Detachment 3 - Massachusetts Army National Guard

  -  Company C (Signal) - Lafayette
  - Detachment 2, 909th Field Feeding Team - Lafayette

#### 38th Sustainment Brigade
- Headquarters & Headquarters Company - Kokomo
- Special Troops Battalion
  -  Headquarters & Headquarters Company
  -  338th Signal Network Company - Elwood
  - 138th Finance Battalion - Stout Field
    -  176th Financial Management Company
    -  177th Financial Management Company
    -  178th Financial Management Company

  - 138th Adjutant General Team
  -  215th Area Support Medical Company - Camp Atterbury
  -  738th Area Support Medical Company - Lafayette
  - 909th Field Feeding Team
  - 915th Field Feeding Team - Huntington
- 190th Transportation Battalion
  -  Headquarters and Headquarters Detachment - Michigan City
  -  1638th Transportation Company (-) (Medium Truck POL, Tactical) - Equipaggiata con 60 MTV con rimorchio da 19.000 litri - Remington
    - Detachment 1 - Hammond
- 519th Division Sustainment Support Battalion
  -  Headquarters & Headquarters Company - Terre Haute
  -  Company A (138th Composite Supply Company) - Brazil
  -  Company B (252nd Support Maintenance Company) - Indianapolis
  -  Company C (1438th Transportation Company) (Composite Truck) (-) - Franklin
    - Detachment 1 - Elkhart

#### 54th Security Force Assistance Brigade
- Headquarters & Headquarters Company - Stout Field
- 1st Battalion (Infantry) - Georgia Army National Guard
- 2nd Battalion (Infantry) - Florida Army National Guard
- 3rd Battalion (Cavalry) - Florida Army National Guard
- 4th Battalion (Field Artillery) - Texas Army National Guard
- 5th Battalion (Brigade Engineer) - Ohio Army National Guard
- 6th Battalion (Brigade Support) - Illinois Army National Guard

### Atterbury-Muscatatuck Center for Complex Operations
- Atterbury Reserve Forces Training Site
  - Training Center (-)
    - Detachment 1

### 81st Troop Command
- Headquarters & Headquarters Company - Indianapolis
  - Detachment 1 (CERF-P) - Indianapolis
  - CERFP HQ 16 attached from HQ-INNG - Indianapolis
- 438th Chemical Company - Stout Field, Indianapolis
- 381st Military Police Company (Combat Support) - Plymouth
- 384th Military Police Company (Combat Support) - Jasper
  - Detachment 1 - Evansville
  - Detachment 5, 915th Field Feeding Team - Jasper
- 53rd Civil Support Team - Indianapolis
- 135th Chaplain Detachment - Indianapolis
- 120th Public Affairs Detachment - Johnson County
- 138th Military History Detachment - Indianapolis
- 1938th Contingency Contracting Team - Indianapolis
- 1976th Contingency Contracting Team - Indianapolis
- 127th Cyber Protection Battalion
  -  Headquarters & Headquarters Company - Indianapolis
  -  137th Cyber Security Company - Indianapolis
  -  147th Cyber Warfare Company - Indianapolis
- Company A, 2nd Battalion, 20th Special Forces - Camp Atterbury
  - Augmentation Operations Detachment
- 38th Military Police Company, Monticello
  - Detachment 4, 915th Field Feeding Team - Monticello
  - 938th Military Police Detachment (Law & Order) - Rensselaer
  - 939th Military Police Detachment (Law & Order) - Tyndall Armory, Indianapolis
- 387th Military Police Company (Internment/Resettlement) - Camp Atterbury

### 219th Engineer Brigade
- Headquarters & Headquarters Company - Franklin
- 738th Signal Company - Franklin
- 113th Engineer Battalion
  -  Headquarters & Headquarters Company - Gary
  -  Company A (Forward Support)
  -  713th Engineer Company (Sapper) - Valparaiso
  -  1313th Engineer Company (Horizontal Construction)
  -  1413th Engineer Company (Vertical Construction) (-) - Vernon
    - Detachment 1

  - 1319th Engineer Detachment
  - 1331st Well Drilling Team
  - 1213th Engineer Detachment (Survey & Design)
  - 719th Engineer Detachment Headquarters (Fire-Fighting)
    - 819th Engineer Detachment (Fire-Fighting)
    - 1019th Engineer Detachment (Fire-Fighting)

  - 919th Engineer Detachment
- 2nd Battalion, 150th Field Artillery Regiment (M-777)
  -  Headquarters & Headquarters Battery - Bloomington
  -  Battery A - Greencastle
  -  Battery B - Rockville
  -  Battery C (-) - Lebanon
    - Detachment 1 - Linton

  -  139th Forward Support Company

### 138th Regiment, Regional Training Institute
- 1st Battalion
- 2nd Battalion